# Occupazione delle terre incolte in Sicilia
Occupazione delle terre incolte in Sicilia è un dipinto del 1949 eseguito da Renato Guttuso. 
L'opera, che fu esposta alla Biennale di Venezia del 1950, si trova oggi alla Gemäldegalerie Alte Meister di Dresda.